# Masterpiece: Commemorative Edition
Masterpiece: Commemorative Edition es la reedición del álbum Masterpiece publicado por el dúo RKM & Ken-Y. Salió a la venta el 3 de abril del 2007, bajo los sellos discográficos Pina Records y Universal Latino.
En su mayoría, el álbum es una compilación de remixes y reediciones de sencillos y hits anteriores, además de incluir material adicional, como presentaciones en vivo.

## Lista de canciones
| N.º   | Título                                      | Productor(es)                        | Duración |  |
| 1.    | «Oh oh, ¿por qué te están velando?»         | Nesty                                | 3:15     |  |
| 2.    | «Dame lo que quiero (Remix)»                | Los Magníficos, DJ Urba & Monserrate | 3:35     |  |
| 3.    | «Llorarás»                                  | Los Magníficos                       | 4:01     |  |
| 4.    | «Te vas (Remix)»                            | Los Magníficos, Mambo Kingz          | 3:46     |  |
| 5.    | «Me matas (Remix)» (con Daddy Yankee)       | Los Magníficos, Myztiko              | 3:51     |  |
| 6.    | «Yo te motive mejor que él»                 | Los Magníficos, Rafi Mercenario      | 3:02     |  |
| 7.    | «Cruz y maldición (Remix)» (con Nicky Jam)  | Los Magníficos                       | 4:10     |  |
| 8.    | «Dime (Remix)» (con Pitbull)                | Los Magníficos, Mambo Kingz          | 5:05     |  |
| 9.    | «Down (Remix)» (con Héctor el Father)       | Mambo Kingz                          | 3:47     |  |
| 10.   | «Igual que ayer (Remix)»                    | Los Magníficos                       | 2:55     |  |
| 11.   | «Hoy te vi (Remix)»                         | Los Magníficos                       | 3:28     |  |
| 12.   | «Amigo (Remix)»                             | Los Magníficos                       | 3:05     |  |
| 13.   | «Hey Chula» (Interpretado por Carlitos Way) | Los Magníficos                       | 3:13     |  |
| 14.   | «Suéltate (Baby Funk Remix)»                | Los Magníficos, Myztiko              | 6:41     |  |
| 15.   | «Down (Pop Remix)»                          | Los Magníficos                       | 3:17     |  |
| 57:11 |                                             |                                      |          |  |

## Posicionamiento en listas
| Listas (2007)                      | Mejor posición |
| ---------------------------------- | -------------- |
| U.S. Billboard 200                 | 112            |
| U.S. Billboard Latin Rhythm Albums | 1              |
| U.S. Billboard Top Latin Albums    | 4              |

### Sucesión y posicionamiento
| Predecesor: Sentimiento de Ivy Queen          | U.S. Billboard Latin Rhythm Albums — Álbum N°. 1 (Primera vuelta) 5 de mayo de 2007 - 11 de mayo de 2007  | Sucesor: Residente o visitante de Calle 13             |
| Predecesor: Residente o visitante de Calle 13 | U.S. Billboard Latin Rhythm Albums — Álbum N°. 1 (Segunda vuelta) 26 de mayo de 2007 - 1 de junio de 2007 | Sucesor: Mas Flow: Los Benjamins de Luny Tunes & Tainy |